# آمالتئا ۱۱۳
آمالتئا ۱۱۳ (به انگلیسی: 113 Amalthea) صد و سیزدهمین سیارک کشف شده‌است که در ۱۲ مارس ۱۸۷۱ و در دوسلدورف کشف شد.
قدر مطلق سیارک برابر ۸٫۷۴ است.